# Actaea (plant)

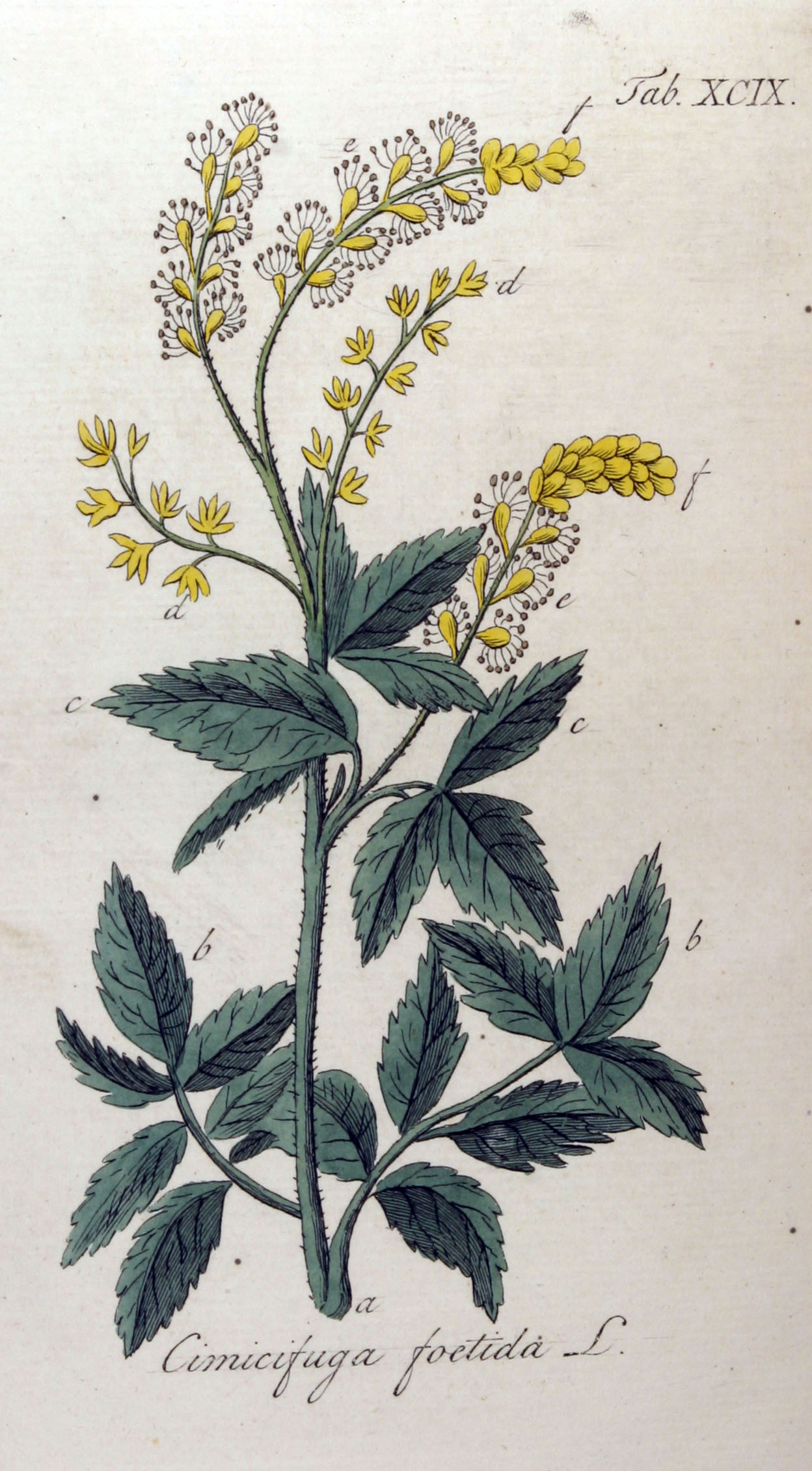
Actaea cimicifuga

Actaea is een geslacht van planten uit de ranonkelfamilie (Ranunculaceae), dat zo'n dertig soorten omvat. De wetenschappelijke naam werd in 1753 gepubliceerd door Linnaeus in Species plantarum.
Net als andere ranonkelachtigen werd christoffelkruid (Actaea spicata) vroeger gebruikt als remedie tegen schurft en andere huidziekten, vaak met desastreuze gevolgen. Carl Linnaeus gaf ook een andere plant uit de Aziatische wouden een naam in dit geslacht: Actaea cimicifuga. De soortaanduiding cimicifuga – die wandluizen verjaagt – verwijst naar het vroegere gebruik. Deze onwelriekende plant werd inderdaad in het beddengoed geplaatst om wandluizen te verjagen.

## Soorten

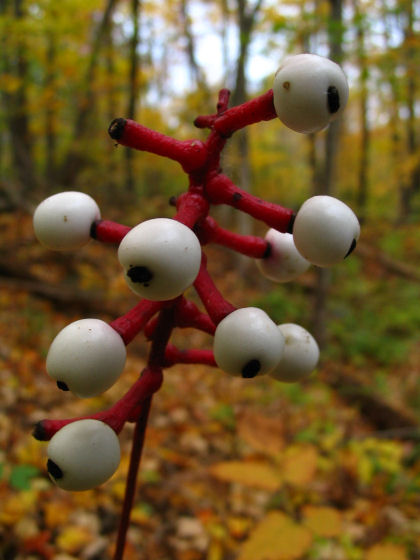
Bessen van Actaea pachypoda

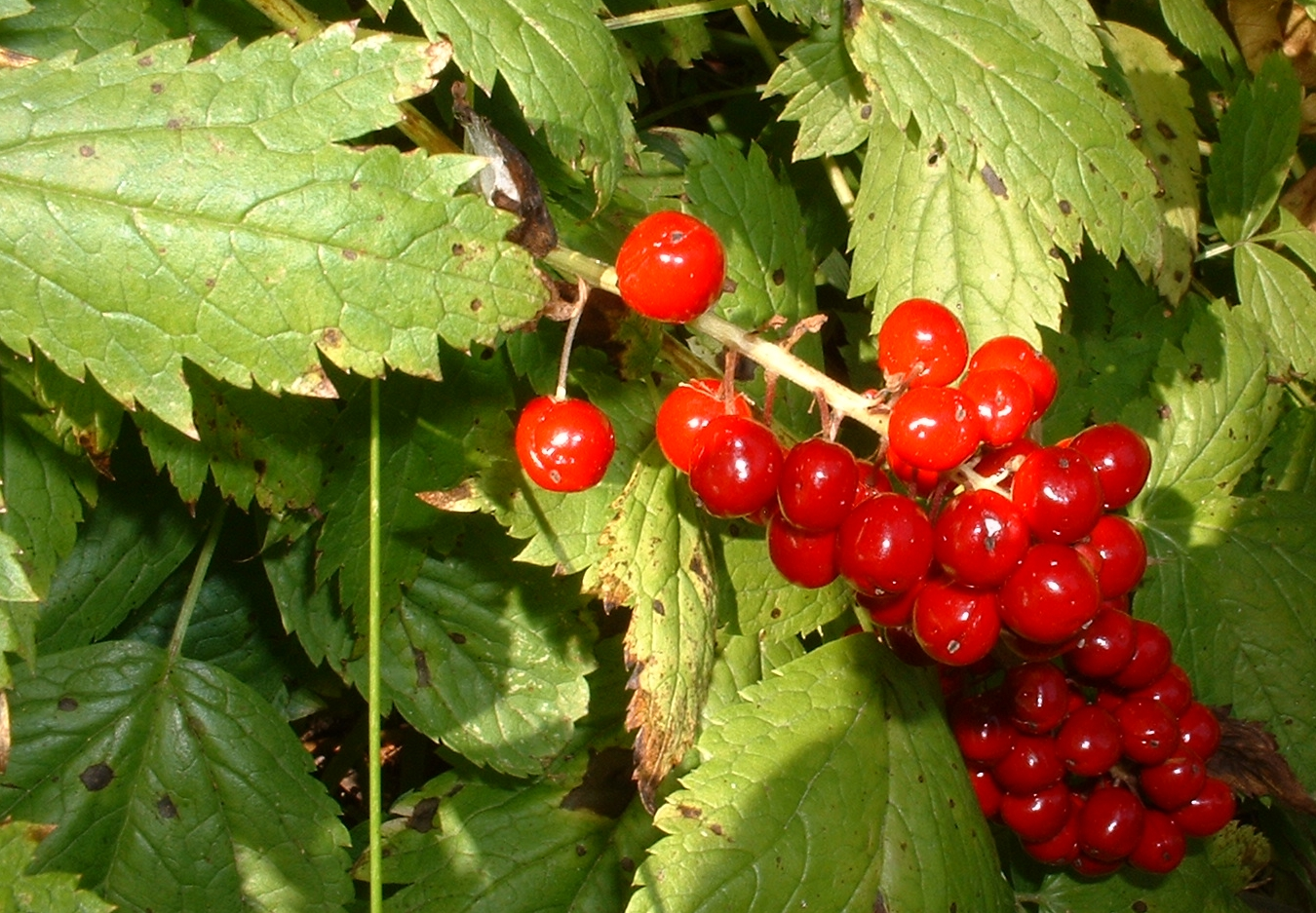
Bessen van Actaea rubra

- Christoffelkruid (Actaea spicata L.) is een middelgrote plant met gedeelde bladeren, twee- of drievoudig drietallig, die lijken op die van astilbes of Japanse anemonen. De minuscule witte of crèmekleurige bloempjes, gelijkend op deze van de poelruit, hangen samen in korte trosjes. De bloeitijd loopt van mei tot juli. Het is een kalkminnende plant van zo’n 40 cm hoog die haar oorsprong vindt in de bergachtige bossen van Europa en Azië. De weinige spectaculaire lentebloei wordt gevolgd door een tros glanzende, zwarte bessen. Var. alba heeft witte bessen.
- Actaea asiatica H. Hara, een dwergvariant uit het Verre Oosten, heeft drietallige bladeren.
- Actaea erythrocarpa L. is een andere, gelijkaardige soort uit de oude wereld. Ze onderscheidt zich van de vorige twee door meer gedeelde bladeren en kleinere, rode bessen. 'Alba' is een selectie met witte bessen.
- Actaea pachypoda Elliott, een soort uit het oosten van Canada en de Verenigde Staten, die 80 cm hoog wordt. De plant heeft witte bessen met een zwart uiteinde in de vorm van een poppenoog, op rode steeltjes. Actaea pachypoda f. rubrocarpa heeft rode bessen.
- Actaea rubra (Ait.) Willd. (synoniem: Actaea alba (L.) Mill.), een soort die 40 cm hoog wordt, groeit in dezelfde streken als de vorige soort. Ze heeft felrode bessen. In het westen van het continent wordt ze vervangen door Actaea rubra subsp. arguta, een meer robuuste ondersoort, die zo’n 90 cm wordt. Actaea rubra f. neglecta heeft witte bessen.
- Actaea ×ludovici B.Boivin uit het noordoosten van de Verenigde Staten, is een natuurlijke hybride tussen de twee vorige soorten.
- Zilverkaars of cimicifuga (Actaea racemosa L.) is een grote plant met bladeren die lijken op die van christoffelkruid. De minuscule bloemen zijn gegroepeerd op lange, smalle trossen, meestal wit, vandaar ook de volksnaam zilverkaars. De bloeitijd loopt van juli tot oktober.
- Actaea europaea (Schipcz.) J.Compton (synoniem: Cimicifuga europaea) bloeit in juli. Ze heeft een onwelriekende bloeiwijze, weinig vertakt in losse, lichtgele kaarsjes. Ze wordt zelden als sierplant gekweekt maar wel als medicinale plant, vooral in China.
- Actaea racemosa L. vindt haar oorsprong in de vlakten van Noord-Amerika en is de meest gekweekte Amerikaanse soort. Deze soort bloeit in juli en heeft twee- of drievoudig drietallige bladeren. Haar onwelriekende, witte bloeiwijze, weinig vertakt en licht gebogen, kan tot 2 meter hoog worden. Deze soort, die het best de zomerdroogte verdraagt, werd door de Amerikaanse Indianen gebruikt om bevallingen te vergemakkelijken en menstruatiepijnen te verlichten. Er is aangetoond dat de plant een oestrogeenachtige stof bevat. Ze werd opgenomen in verschillende preparaten die de symptomen van menopauze behandelen.
- Actaea podocarpa DC., een soort die er erg op lijkt, afkomstig uit dezelfde bergstreken, heeft een opstaande bloeiwijze, weinig vertakt en wit, die zo’n 1,5 meter wordt. Deze soort bloeit in augustus.
- Actaea rubifolia (Kearney) Kartesz, inheems in de bergen van Tennessee; bloeit eind augustus. Ze heeft een opstaande bloeiwijze, crème- tot amberkleurig. Haar minder gedeelde bladeren lijken op die van de braam (Rubus) of van de wilde wingerd.

De soorten afkomstig uit het westen van Noord-Amerika: Actaea elata (Nutt.) Prantl, Actaea laciniata (S.Wats.) J.Compton en Actaea arizonica (S.Wats.) J.Compton worden zelden gekweekt.

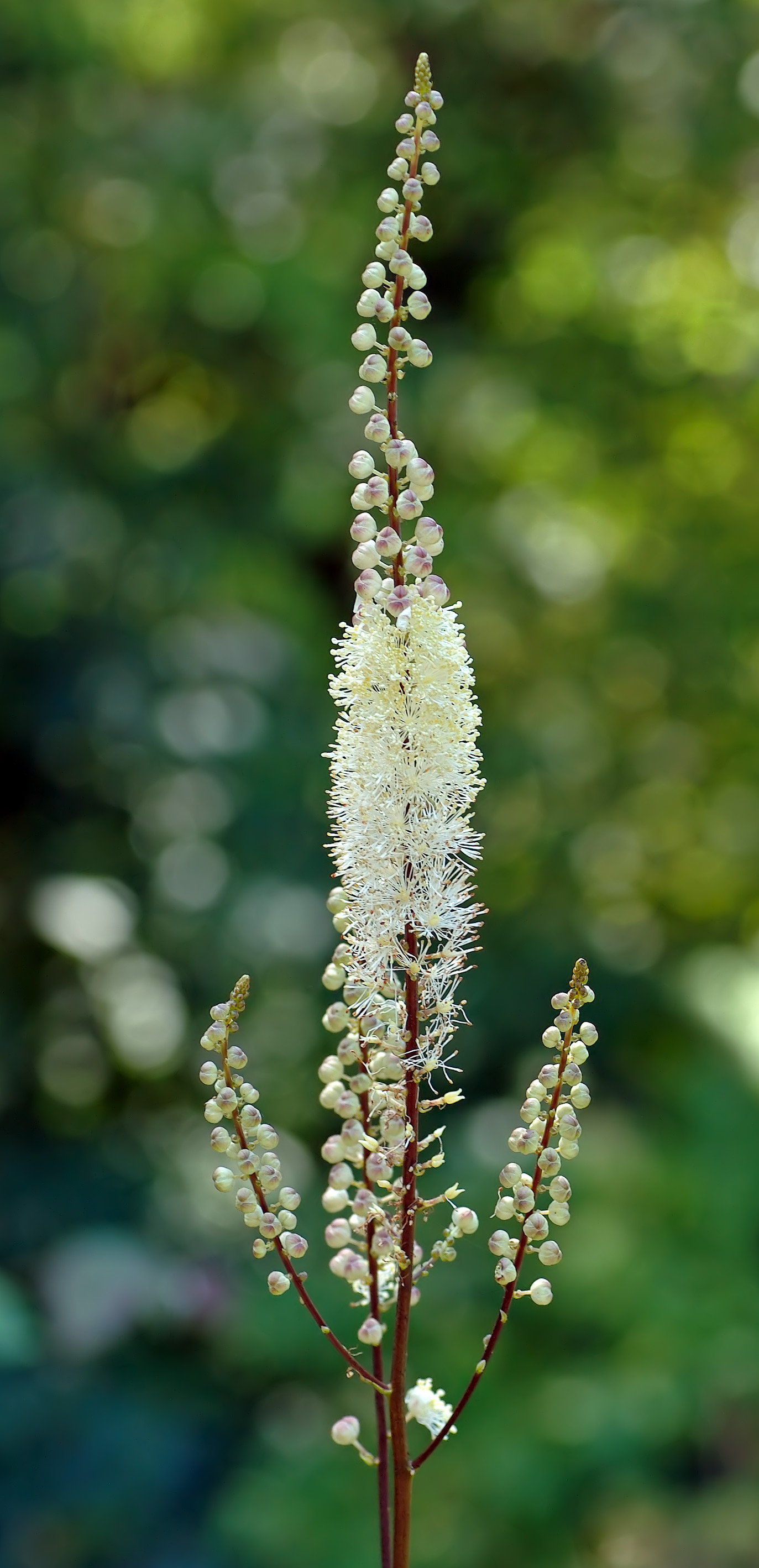
Actaea heracleifolia

De volgende soorten uit het Verre Oosten (oosten van China, Japan en Korea) worden vaker gekweekt.
- Actaea biternata (Siebold & Zucc.) Prantl bloeit van eind augustus tot september en heeft grote tweevoudig drietallige bladeren. De wit en roze reukloze bloeiwijze, opstaand en weinig vertakt, bereikt 1,2 m. ‘Compacta’ wordt niet groter dan 80 cm.
- Actaea dahurica (Turcz. ex Fisch. & C.A.Mey) Franch. bloeit in augustus. Deze soort is tweehuizig. De mannelijke planten hebben een zeer uitgespreide bloeiwijze, wit en geparfumeerd, tot 2 meter hoog en erg gelijkend op die van de geitenbaard (Aruncus dioicus). De vrouwelijke planten zijn minder spectaculair.
- Actaea heracleifolia (Kom.) J.Compton bloeit einde september. De opstaande, puur witte en weinig vertakte bloeiwijze kan tot 2,4 meter bereiken. De bladeren van var. bifida hebben over het algemeen slechts 3 blaadjes.
- Actaea japonica Thunb. (synoniem: A. acerina Prantl) is een dwergsoort die bloeit van augustus tot september.
- Actaea simplex (DC.) Prantl bloeit in september-oktober. De dichte, witte en geurende bloeiwijze is licht gebogen en wordt 1,4 m hoog.

De soorten uit Centraal China: Actaea brachycarpa (P.K.Hsiao) J.Compton met gele bloemen, Actaea yunnanensis (P.K.Hsiao) J.Compton eveneens met gele bloemen, en Actaea purpurea (P.K.Hsiao) J.Compton met purperkleurige bloemen, worden zelden gekweekt.

## Kweek
Actaea's zijn in gematigde streken goed winterhard. Het zijn planten voor schaduwrijke en koele plaatsen, die de brandende zon en aanhoudende droogte vrezen. Ze staan erg goed tussen rododendrons en vinden gemakkelijk een plaatsje tussen andere schaduwplanten als varens, Japanse anemonen of soorten van de geslachten Aconitum, Uvularia, Jeffersonia, Maianthemum, enz..

### Enkele cultivars
- Actaea rubifolia 'Blickfang' is een elegante cultivar.
- Actaea ramosa 'Atropurpurea' heeft purperkleurige bladeren, 'Brunette' eerder bruin-purperkleurig, 'Pink Spike' een lichtroze bloeiwijze en een bronzen gebladerte.
- Actaea simplex 'Elstead' heeft paarsachtige bloemknoppen. 'White Pearl', een cultivar met een late bloei, is groter en meer vertakt. 'Pritchard Giant' lijkt op de voorgaande, maar dan groter. 'James Compton' is een sterke cultivar met donkere bladeren en lange 'kaarsen'. 'Hillside Black Beauty' heeft bladeren die neigen van purper tot zwart gedurende het hele seizoen. 'Frau Herms' bloeit het laatst in het jaar.

## Etymologie
Linnaeus nam de naam ongewijzigd over van Plinius de Oudere, die hem op zijn beurt ontleende aan het Griekse ακτή voor vlier, door de gelijkenis van de bladeren en bessen met die van de vlier.